# الیکایی سینه‌نخودی
الیکایی سینه‌خودی (نام علمی: Cantorchilus leucotis) نام یک گونه از سرده کنارخوان‌ها است.